# N-525
La N-525 es una carretera nacional que va desde la localidad zamorana de Benavente hasta Santiago de Compostela. En su recorrido atraviesa poblaciones como Puebla de Sanabria, Ginzo de Limia, Verín, Orense, Lalín, etc. En su tramo entre Benavente y Orense, se encuentra desdoblada por la A-52 (autovía de las Rías Bajas). A partir de Orense y hasta Santiago de Compostela, se encuentra desdoblada por la AP-53 (autopista Central Gallega), que intenta descongestionar el tráfico en ese tramo.
Formó parte de la antigua carretera Villacastín-Vigo.

## Nomenclatura
La nomenclatura de la carretera N-525 se encontraba normalizada de acuerdo a la regla establecida en el cuarto Plan General de Carreteras de 1939-41 (Plan Peña):
- La primera cifra correspondía al sector entre carreteras nacionales radiales donde nace. En el sentido de las agujas del reloj, esa cifra es la de la carretera radial. Las N-525 tiene un 5, porque nacía Zamora (entre la N-5 y la N-6) correspondientes a las actuales autovías denominadas A-5 y A-6.
- La segunda cifra indicaba la distancia de Madrid a la que se encontraba el origen de la carretera, en kilómetros y dividida entre 100. En este caso, Zamora se encuentra a 253 km de Madrid, por lo que le corresponde el número 2.
- La tercera el número de orden, teniendo en cuenta que si es par, es una nacional transversal, es decir, no tiene dirección hacia Madrid, y si es impar, es radial (dirección Madrid). Esta carretera es radial (porque antes de la construcción de las autopistas era usada como tal); así, su tercera cifra es un 5.

Su origen se halla en la antigua carretera regional 106, construida en el siglo XIX entre Tórtoles de Esgueva (Burgos) y Santiago de Compostela, pasando por Palencia, Benavente, Verín y Orense. En el siglo XX, esa ruta se dividió en varios tramos con diferentes denominaciones, y la nomenclatura N-525 se aplicó a la carretera nacional que enlazaba Zamora y Santiago. Sin embargo, debido a la construcción de los Accesos a Galicia de 1970 fue conveniente modificar su recorrido. El tramo entre Benavente y Mombuey (carretera comarcal C-620)  sufrió un acondicionamiento completo para adaptarlo a las necesidades de tráfico, por lo que fue incluido en la entonces Red Nacional Básica. Por otra parte, el tramo de la N-525 comprendido entre las localidades zamoranas de Montamarta  y Rionegro del Puente pasó a la Red Complementaria Básica, aunque conservó su clasificación de carretera nacional hasta su transferencia a la Junta de Castilla y León en 1984 (que la renombró como CL-525). Finalmente, el tramo de la C-620 entre Benavente y Rionegro se incorporó a la entonces Red de Interés General del Estado en 1988 y pasó a formar parte del trazado de la N-525, que recuperó gran parte del antiguo trazado de la carretera regional 106. El tramo que enlaza Zamora con "El Empalme" de Rionegro del Puente revirtió al Estado en 1989 y fue renombrado como N-631 (sin seguir la regla tradicional de nomenclatura).

## Poblaciones de paso
| - Benavente - Santa Cristina de Polvorosa - Colinas de Trasmonte - Sitrama de Tera - Santa Marta de Tera - Camarzana de Tera - Vega de Tera - Junquera de Tera - Rionegro del Puente - Mombuey - Asturianos - Palacios de Sanabria - Otero de Sanabria - Puebla de Sanabria - Requejo - Padornelo - Aciberos - Hedroso - Lubián - A Canda - A Vilavella - Pereiro - El Cañizo - La Gudiña - Mesón de Erosa - Navallo | - As Vendas da Barreira - As Ferreiras - As Cabezas - San Cristobo - Trepa - Fumaces - Verín - Albarellos - Viladerrey - Trasmiras - Abavides - Ginzo de Limia - Sandiás - Piñeira de Arcos - Allariz - San Ciprián de Viñas - Orense - Cea - Castro Dozón - Lalín - Silleda - Bandeira - Vedra - Santiago de Compostela |

## Puertos y elevaciones importantes
- Portilla del Padornelo (Zamora) (1.360 m)
- Portilla de A Canda (Zamora - Orense) (1.262 m)
- Alto do Carrizo (Orense) (1.067 m)
- Alto do Mesón de Erosa (Orense) (908 m)
- Alto de Fumaces (Orense) (855 m)
- Alto de Estivadas (Orense) (848 m)
- Alto de Santo Domingo (Pontevedra) (741 m)

## Mejora de la carretera en la provincia de Zamora
A lo largo de 2010, la N-525 fue mejorada en la provincia de Zamora a través de diversas actuaciones. Entre ellas, se llevó a cabo la sustitución de todos los elementos de seguridad, tales como los guardarrailes, las vallas de los puentes y el vallado de las aceras en las localidades de paso, y la reparación del pavimento de la calzada, comenzando con el asfaltado de las zonas más desgastadas. Después de esto, se procedió al asfaltado completo de la vía para uniformar las reparaciones realizadas y se concluyó con un segundo reasfaltado para otorgar de gran duración al pavimento. En 2012, se había efectuado el asfaltado de los tramos Benavente-Junquera de Tera, Palacios de Sanabria-Padornelo y Lubián-Límite C.A. de Galicia. A comienzos de 2013, finalizaron todos los trabajos relacionados con la mejora de la carretera.